# Keeley Hawes

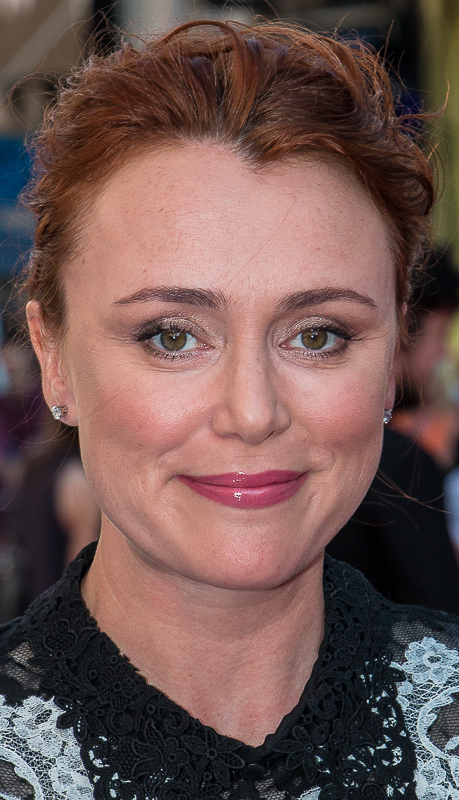
Hawes in 2014

Keeley Claire Julia Hawes (Londen, 10 februari 1976) is een Brits actrice.
Ze is getrouwd met Matthew Macfadyen.

## Filmografie

### Televisie
- Talking to Strange Men (1992) - Sarah Mabledene
- The Moonstone (1996) - Rachel Verinder
- Cold Lazarus (1996) minitelevisieserie - Linda Langer
- Karaoke (1996) miniserie - Linda Langer
- The Beggar Bride (1997) - Angela Harper
- Our Mutual Friend (1998) miniserie - Lizzie Hexam
- The Cater Street Hangman (1998) - Charlotte Ellison
- The Blonde Bombshell (1999) - jonge Diana Dors
- Wives and Daughters (1999) miniserie - Cynthia Kirkpatrick
- Hotel! (2001) - Tricia
- Othello (2001) - Dessie Brabant
- A Is for Acid (2002) - Gillian Rogers
- Me & Mrs Jones (2002) - Jane
- Tipping the Velvet (2002) - Kitty Butler
- Spooks (2002-2011) televisieserie - Zoe Reynolds
- Lucky Jim (2003) - Christine Callaghan
- Canterbury Tales (2003) minitelevisieserie - Emily (The Knight's Tale)
- The Murdoch Mysteries (2004) televisieserie - Dr. Julia Ogden
- Sex & Lies (2004) - Kate
- Marple: A Murder Is Announced (2005) - Philippa Haymes
- Macbeth (2005) - Ella Macbeth
- Under the Greenwood Tree (2005) - Fancy Day
- The Best Man (2006) - Kate
- Ashes to Ashes (2008) - DI Alex Drake
- Upstairs Downstairs (2010) - Lady Agnes Holland
- The Tunnel (2013) - Suze Beaumont
- Line of Duty (2014) - Lindsay Denton
- The Durrells (2016)
- Bodyguard (2018) - Julia Montague
- Finding Alice (2021) - Alice Dillon
- It's a Sin (2021) - Valerie Tozer

### Film
- The Avengers (1998) - Tamara
- The Last September (1999) - Lois Farquar
- Complicity (2000) - Yvonne
- Chaos and Cadavers (2003) - Samantha Taggert
- A Cock and Bull Story (2005) - Elizabeth Shandy
- The Bank Job (2008) - Wendy Leatherg